# Sociobiologie
Sociobiologie is de tak van biologie die zich bezighoudt met onderzoek naar de evolutionaire oorsprong van sociaal gedrag bij dieren, inclusief de mens.
De term 'sociobiologie' werd in het publieke debat geïntroduceerd door de entomoloog Edward Osborne Wilson in zijn boek Sociobiology. The New Synthesis uit 1975. In die tijd was de sociobiologie omstreden, omdat de genetische bepaaldheid van met name menselijk gedrag niet strookte met het idee van de menselijke geest als tabula rasa. Vooral in linkse intellectuele kringen riepen de ideeën van Wilson veel weerstand op. 
Het werk van Wilson is echter een synthese van gedragsbiologisch onderzoek en evolutiebiologische theorievorming van vele decennia. Hij bouwde vooral voort op de theorie van verwantenselectie van Hamilton (1964), de kritiek op groepsselectie en de nadruk op afzonderlijke genen uit het werk van Williams (1966) en de verschillende theorieën van Trivers (1971). Veel sociobiologische theorieën zijn ondertussen standaardtheorieën in de gedragsbiologie en evolutionaire psychologie, hoewel de laatste decennia wel sterk de nadruk is komen te liggen op de invloed van cultuur.
Waar bij sociobiologie sprake kan zijn van aanpassingsprocessen van duizenden jaren, ligt bij de biosociale theorie de nadruk op de korte termijn.